# Ficción religiosa
La ficción religiosa, también llamada ficción teológica, es un escrito de ficción que toma inspiración de las creencias religiosas. Se diferencia de la ficción mítica por basarse en religiones predominantes, y que, en varios de los casos, también son practicadas por sus autores, aunque igualmente ha habido ficciones religiosas escritas por ateos. En el ámbito literario, las novelas que utilizan de tema principal el cristianismo también son conocidas como "ficción inspiradora".

## Temas comunes
Los temas de las novelas teológicas a menudo se superponen con los de las novelas filosóficas, particularmente cuando se trata de problemas de teología natural. Por ejemplo, el escritor Roger Olsen señala que el problema del mal es una característica inherente de la ficción religiosa.
Las novelas religiosas cristianas, también conocidas como ficción inspiradora o escritura inspiradora, suelen tratar ideas complejas como la redención, salvación y predestinación, que tienen una relación directa con las actitudes hacia las prácticas religiosas.

## Ejemplos de ficciones religiosas
- Libro de Ester (siglos IV-II a. C.), autor desconocido.[8]
- Los evangelios apócrifos (siglos I-VI), autores desconocidos.
- El filósofo autodidacta (siglo XI), de Ibn Tufail.
- Divina comedia (1321), de Dante Alighieri.
- El progreso del peregrino (1678), de John Bunyan.
- Retorno a Brideshead (1945), de Evelyn Waugh.
- El león, la bruja y el ropero (1950), de C. S. Lewis.
- Silencio (1960), de Shūsaku Endō.
- La cabaña (2007), de William Paul Young.